# Gaesischia belophora
Gaesischia belophora är en biart som först beskrevs av Jesus Santiago Moure 1941.  Gaesischia belophora ingår i släktet Gaesischia och familjen långtungebin. Inga underarter finns listade i Catalogue of Life.